# Thomas Rawls
Thomas Rawls (* 3. August 1993 in Flint, Michigan) ist ein ehemaliger US-amerikanischer American-Football-Spieler auf der Position des Runningback. Er spielte zuletzt für die Jacksonville Jaguars in der National Football League (NFL).

## College
Rawls schrieb sich am 1. Februar 2011 an der University of Michigan ein.
Er wurde dort zumeist als Halfback eingesetzt, um kurze Distanzen zu überwinden.
Rawls wechselte im Januar 2013 zur Central Michigan University, wo er der erfolgreichste Runningback seines Teams war.

## NFL
Rawls wurde im NFL Draft 2015 nicht ausgewählt, aber am 18. Mai als Free Agent von den Seattle Seahawks verpflichtet. Er kämpfte gegen Fred Jackson, Robert Turbin und Christine Michael um den Platz des zweiten Runningbacks hinter Marshawn Lynch. Nachdem Michael zu den Dallas Cowboys gewechselt war und Turbin sich verletzt hatte, bekam er den Platz im Kader.
In Woche 3 hatte Rawls am 27. September 2015 nach einer Verletzung Lynchs seinen ersten größeren Einsatz, in welchem er 104 Yards erlief.
In Woche 5 erlief Rawls am 11. Oktober im Spiel bei den Cincinnati Bengals (24:27-Niederlage) 169 Yards, inklusive eines 69-Yard-Touchdownlaufs. Dies waren die meisten erlaufenen Yards in einem Spiel für die Seahawks seit Shaun Alexander in der Saison 2006. Am 11. Spieltag ersetzte er am 22. November 2015 wiederum den verletzten Lynch und lief gegen die San Francisco 49ers beim 29:13-Sieg für 209 Yards und einen Touchdown. Zusätzlich fing er drei Pässe für 46 Yards und einen weiteren Touchdown, womit er einen neuen Seahawks-Rookie-Rekord für erlaufene Yards in einem Spiel aufstellte. Ehemaliger Rekordhalter war Curt Warner mit 207 Yards im Jahr 1983 gegen die Kansas City Chiefs. Nachdem Rawls wegen der Verletzung noch zu Beginn der Saison 2016 als Physically Unable to Perform gelistet wurde, bekam er am 7. August 2016 von der medizinischen Abteilung die Erlaubnis, am Training teilzunehmen. In der Regular Season konnte er nicht an die Erfolge des Vorjahres anknüpfen. In den letzten drei Spielen konnte er insgesamt nur 56 Yards erzielen. Im ersten Play-off-Spiel blühte er hingegen auf und stellte mit 161 erlaufenen Yards einen Franchise-Postseason-Rekord auf. 2017 erzielte er nur 157 Yards bei 58 Läufen und damit einen Laufdurchschnitt von nur 2,7 Yards je Lauf. Nach der Saison erhielt er kein Angebot von den Seahawks und wurde so zum Free Agent.
Am 30. März 2018 wurde er von den New York Jets verpflichtet. Im Rahmen der finalen Kaderverkleinerung auf 53 Spieler vor Beginn der Regular Season 2018 wurde er entlassen. Am 20. September 2018 wurde Rawls von den Cincinnati Bengals verpflichtet. Am 9. Oktober 2018 wurde er entlassen.
Am 9. Januar 2019 verpflichteten die Jacksonville Jaguars Rawls. Im Rahmen der finalen Roster Cuts wurde er vor Saisonbeginn entlassen.